# Prodidomus flavidus
Prodidomus flavidus är en spindelart som först beskrevs av Simon 1884.  Prodidomus flavidus ingår i släktet Prodidomus och familjen Prodidomidae.
Artens utbredningsområde är Algeriet. Inga underarter finns listade i Catalogue of Life.